# Erwin Faber
Erwin Faber (21 de julio de 1891 – 4 de mayo de 1989) fue un destacado actor alemán desde que acabó la Primera Guerra Mundial hasta finales de los 1970. Nació en Innsbruck, Austria y permaneció en Alemania durante el Tercer Reich, emergiendo posteriormente como un prominente actor en la República Federal de Alemania (Alemania Occidental). Murió en Múnich en 1989, solo dos meses después de su última representación en el Residenztheater (el Teatro Nacional de Baviera), a la edad de 97 años.

## Filmografía
| Año  | Filme                         | Rol                   |
| ---- | ----------------------------- | --------------------- |
| 1923 | Mysterien eines Frisiersalons | Professor Moras       |
| 1927 | At the Edge of the World      | Stranger              |
| 1929 | Land Without Women            | Jim Sleigh, goldminer |
| 1957 | Der Edelweißkönig             |                       |
| 1960 | Lampenfieber                  | Himself               |
| 1974 | Karl May                      | Napoleon Krügel       |

| Año  | Programa o serie              | Rol           |
| ---- | ----------------------------- | ------------- |
| 1962 | Kaum zu glauben               |               |
| 1963 | König Ödipus                  | A servant     |
| 1965 | Ein Anruf für Mister Clark    | Stationmaster |
| 1967 | Der Werbeoffizier             |               |
| 1968 | Der Unbesonnene               | Anselme       |
| 1971 | Der Widerspenstigen Zähmung   |               |
| 1975 | Die Medaille                  | Steinbeissel  |
| 1980 | Aus dem Leben der Marionetten |               |
| 1984 | Zinsen des Ruhms              | Constable     |
| 1985 | Dom Juan                      | Gusman        |